# Эль-Морро (Нью-Мексико)
Национальный монумент Эль-Морро (англ. El Morro National Monument) расположен на древней дороге на западе штата Нью-Мексико, ведущей с востока на запад. Основной достопримечательностью монумента является большой песчаниковый выступ с небольшим озерцом у основания.
Этот небольшой оазис в пустынной местности запада США с древних времён привлекал путешественников. Испанцы назвали его Эль-Морро, исп. El Morro, буквально «невспаханный холм», индейцы племени зуни — A’ts’ina («место надписей на камне»), а англоамериканские поселенцы — Inscription Rock, «скала надписей».
Путешественники самых разных эпох оставляли на местных камнях свои подписи, даты и краткие сообщения о своих путешествиях. К наиболее древним относятся петроглифы культуры анасази XIII-XIV вв., имеются также надписи Оньяте (1605) и  других испанских конкистадоров XVII века.  В 1906 году федеральный закон США запретил наносить на камни новые изображения.

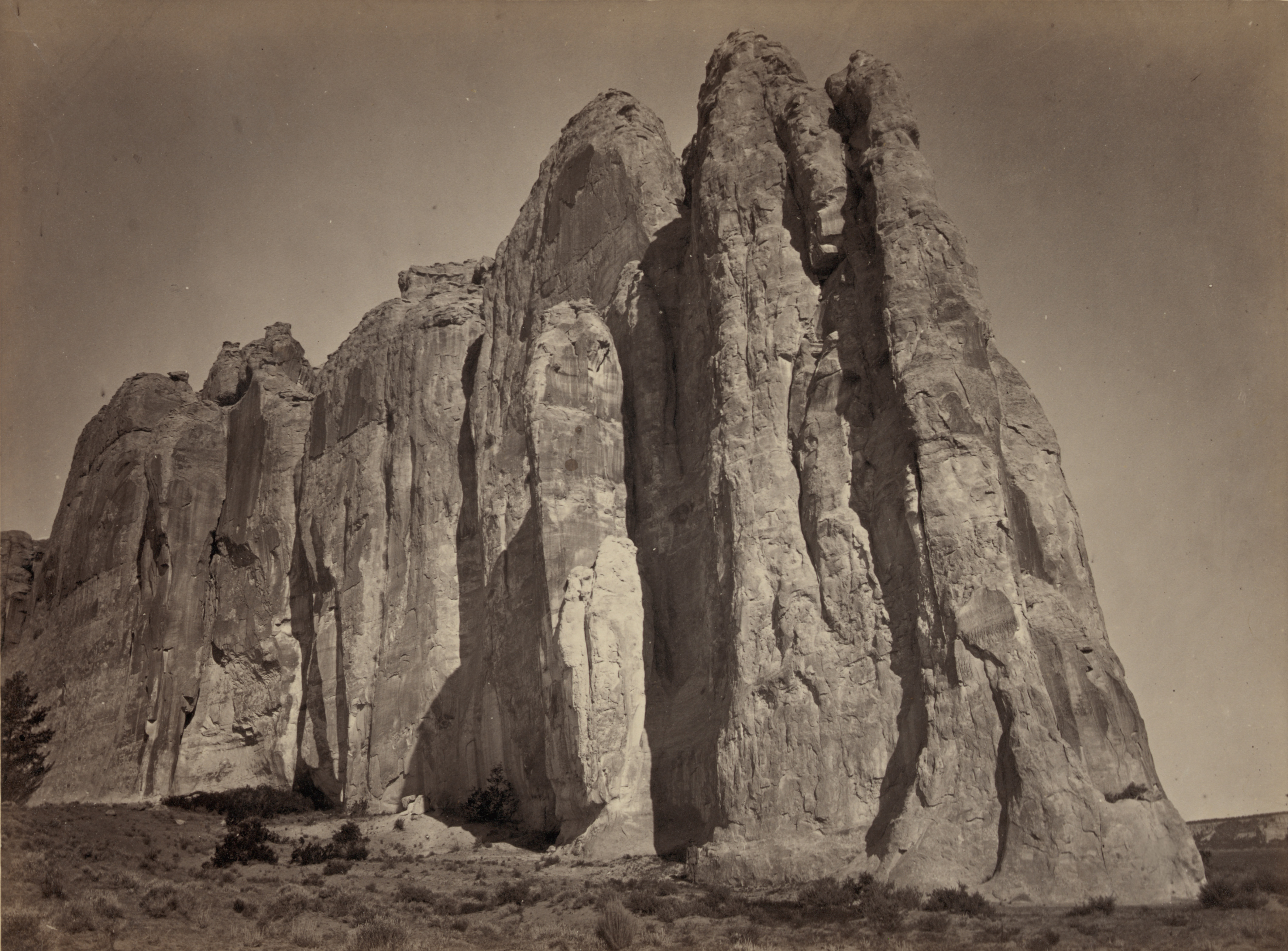
Фото О'Салливена, 1873 год
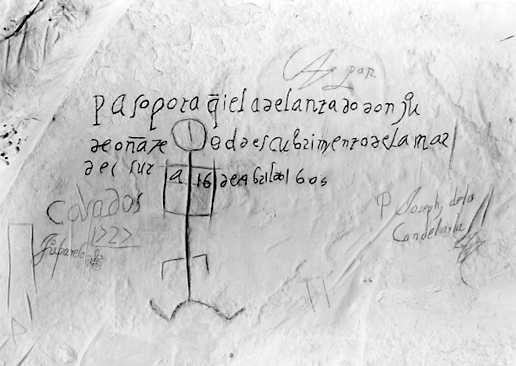
Надпись Оньяте
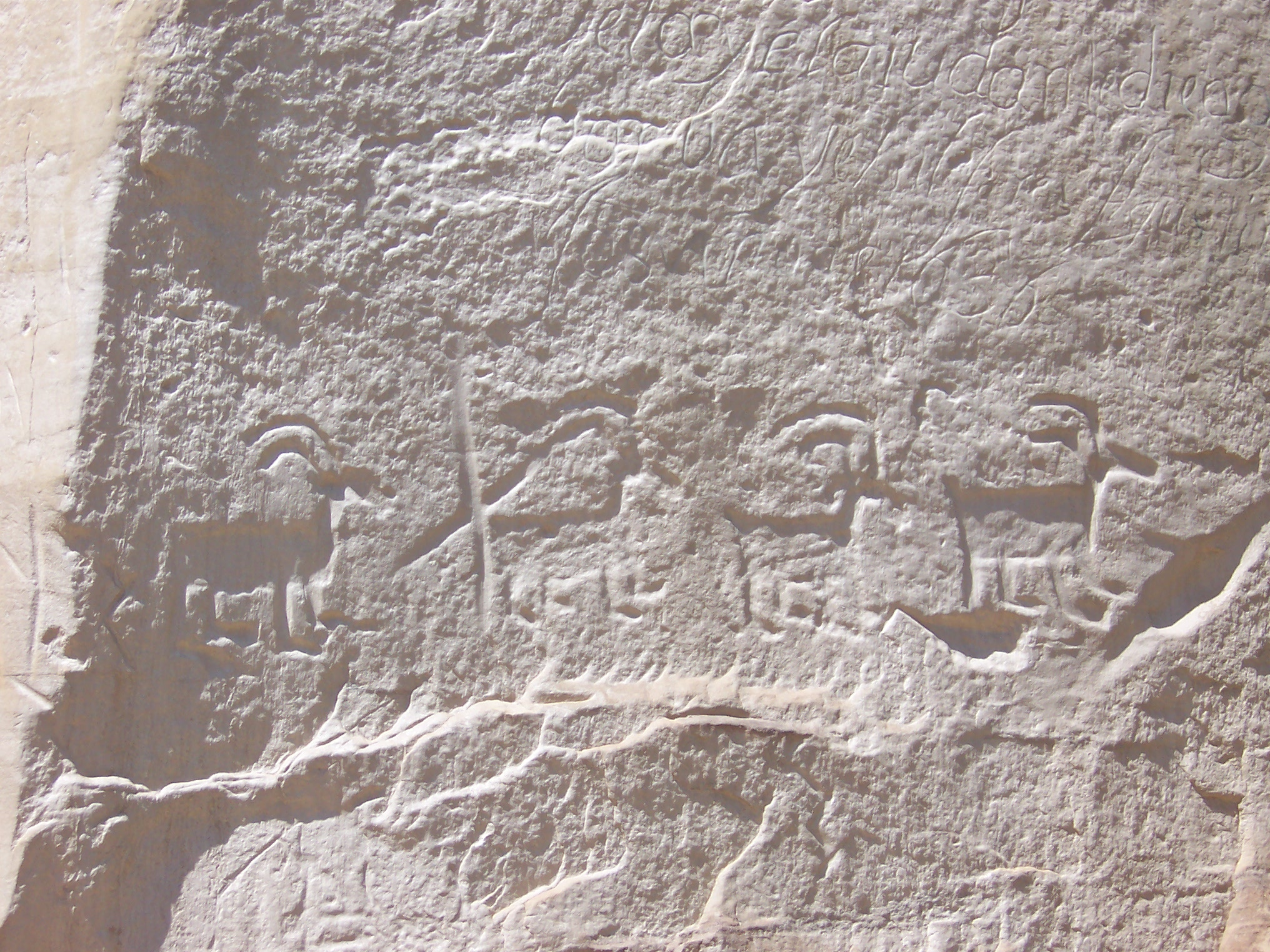
Индейские петроглифы